# 心 (1980年のテレビドラマ)
『心』（こころ）は、1980年4月24日から1981年1月29日までTBS系で放映されたテレビドラマ。制作はテレパック。脚本は橋田壽賀子、主演は宇津井健。全40話。
神楽坂のとんかつ屋「一村」を舞台に平（宇津井健）、糸（山岡久乃）、友（長山藍子）、寛（篠田三郎）の四人きょうだいと佐和（大空眞弓）・三和（沢田雅美）の姉妹を中心に、「兄弟愛」をテーマに描いたテレビドラマ。
- キャッチコピー：「まんまるい暖かい心でいたい！」

## あらすじ
神楽坂のとんかつ店「一村」に、糸（山岡久乃）、平（宇津井健）、寛（篠田三郎）、友（長山藍子）という4人の姉弟がいた。

## スタッフ
- 作：橋田壽賀子
- 音楽：小川寛興
- プロデューサー：石井ふく子
- 演出：川俣公明
- 技術：高橋紀男
- カメラ：細野克雄
- 照明：脇守
- カラー調整：岩下保典
- 制作主任：矢口久雄
- 音声：中村利一
- 効果：大塚民生
- VTR：中島英治
- 美術制作：矢郷進
- 美術デザイン：坂上建司
- タイトル：篠原榮太
- メイク・ヘアー：ユミ・ビュアクス
- 制作協力：東通
- 協力：京都 一ノ橋、帯の岩田、御召 矢代仁、青山 とんかつ井泉、ジオン商事、トロイ、ナルミヤ、サンバード長崎屋
- 製作：テレパック、TBS

## 出演
- 一村平（いちむら まさる）：宇津井健
主人公。「一村」の後継者として育てられ、高校卒業後すぐに一村に入り、のち調理場の責任者となる。自分たちきょうだいの母親代わりとなって青春時代を犠牲にした姉・糸には済まないと思い負担を感じ、佐和との結婚に決心がつかずにいる。
- 一村糸（いと）：山岡久乃
一村家の長女で、平の姉。若い頃に両親を亡くし、店主として一村を継いだ。母親代わりとなって平たちきょうだいの世話に明け暮れ、そのために恋人の吉沢浩介との結婚もあきらめていた。しかし今になってその吉沢に20年ぶりに求婚され、迷っている。
- 一村友（とも）：長山藍子
一村家の次女、平の妹。わがままだがお人好し。妻子持ちの男性に同情して駈け落ちするが、2年で別れ、第二回で恵一と太一を連れて再び一村家に戻っている。
- 一村寛（かん）：篠田三郎（第二十六回、第三十三回、第三十九回は未出演）
一村家の次男、平の弟。大学院で原子物理学を研究、将来の大学教授との期待が持たれている。長谷川伸子に好意を持っているが、それについては糸から反対されている。
- 若林哲子（一村の従業員）：杉田かおる
- 宮寺恵一（宮寺の長男）：田原俊彦（第二回から出演）
- 沢木喜和（佐和・三和の母、小料理屋「佐和」女将）：赤木春恵（第十五回、第二十七回は未出演）
- 沢木三和（喜和の次女）：沢田雅美（第十五回、第二十七回は未出演）
- 長谷川伸子（寛の幼馴染）：東てる美
- 花輪大介（圭造の甥、大学病院医師）：おりも政夫
- 高田加奈（滝村医院看護婦）：上村香子
- 八田鶴次郎：小倉一郎
八百屋。「一村」や「佐和」に野菜などを入れている。憧れている年上の友には相談相手になるなど世話になってはいるが、気が弱い所もあって自分の気持ちを明かせずにいる。
- 野村（孝子の同棲相手）：大出俊（第二十一回、第二十四回、第二十六回、第二十九回、第三十一回、第三十二回、第三十六回、第三十七回、第三十九回に出演）
- 里子（三條の妻）：東恵美子（第三十回、第三十一回に出演）
- 滝村圭造（滝村医院院長）：桜井センリ
- 峯子（平の婚約者）：松原智恵子（第二回のみの出演）
- 工藤慎吉（佐和の見合い相手）：江藤潤（第十二回、第十三回、第十八回、第二十二回に出演）
- 宮寺順一（友の駆け落ち相手）：前田吟（第五回、第六回、第七回、第八回、第九回、第十回、第十一回、第十二回、第十三回、第十四回、第三十六回、第三十七回、第三十八回、第三十九回に出演）
- 吉沢浩介（糸の幼なじみ）：岡田真澄（第十七回、第十八回、第十九回、第二十回、第二十一回、第三十二回に出演）
- 滝村ハナ（圭造の妻）：岩本多代
- 大橋千代（芸妓置屋「川本」女中）：大鹿次代
- 佐伯：太宰久雄
- 昭子：三木弘子
- 幸子（佐和の友人）：茅島成美（第三十四回、第三十五回に出演）
佐和の友人。佐和に頼まれて「一村」を手伝っていたが、糸に追い出された。
- 尾山太郎（一村の従業員）：金子扇太呂
- 平野弘治（一村の従業員）：本間信欣
- 宮寺太一（宮寺の次男）：吉田紀人（第二回から出演）
一村の人間からは「ター坊」と呼ばれている。
- 小野武彦
- 草村礼子
- 木田文子（「佐和」の従業員、糸の学生時代の先輩）：野村昭子（最終回のみ出演）
- 孝子（恵一・太一の実母）：波乃久里子（第二十一回、第二十二回、第二十三回、第二十四回、第二十六回、第二十九回、第三十一回、第三十二回、第三十三回、第三十六回、第三十七回、第三十八回、第三十九回、最終回（第四十回）に出演）
- 沢木佐和（第三十一回より一村佐和）：大空眞弓（第十五回、第十六回、第二十七回は未出演）
喜和の長女。ずっと平との結婚を望み、喜和が持って来る縁談を断り続けている。しかし気が強い性格が糸の反感を買い、跡取りになるという立場の問題もあって平との結婚にいまだ至っていない。
- 三條（伸子の実父、企業「東西工業」社長）：山村聡（第九回、第十回、第十二回、第十三回、第二十一回、第二十二回、第二十三回、第二十四回、第二十五回、第二十七回、第三十回、第三十二回、第三十三回に出演）
- 長谷川志津（伸子の母、芸妓置屋「川本」女将）：山田五十鈴（第三回、第五回、第十一回、第十二回、第十三回、第十六回、第二十五回、第三十一回、第三十二回、最終回（第四十回）に出演）

（出典：）

## 主題歌
- 「心」（作詞：荒木とよひさ、作曲：鈴木キサブロー、編曲：若草恵、歌：佐良直美、発売元：ビクター音楽産業）

## サブタイトル
第一回 結納の日 （1980年4月24日）
第二回 妹よ （5月1日）
第三回 他人の子 （5月8日）
第四回 家族のつぐない （5月15日）
第五回 子供の気持 （5月22日）
第六回 姉弟喧嘩 （5月29日）
第七回 お前が大事なの （6月5日）
第八回 兄の秘密 （6月12日）
第九回 みんな勝手 （6月19日）
第十回 ひとりぼっち （6月26日）
第十一回 弟よ、お前もか （7月3日）
第十二回 何のために! （7月10日）
第十三回 どこへ行くの!! （7月17日）
第十四回 尽しても尽しても （7月24日）
第十五回 新しい父さん （7月31日）
第十六回 姉さんは邪魔者 （8月7日）
第十七回 突然です （8月14日）
第十八回 結婚したいの! （8月21日）
第十九回 愛のかたち （8月28日）
第二十回 かなしい嫁候補 （9月4日）
第二十一回 母さんみつけた!! （9月11日）
第二十二回 裏切り （9月18日）
第二十三回 おもいお荷物 （9月25日）
第二十四回 愛のめばえ （10月2日）
第二十五回 諦めました （10月9日）
第二十六回 愛のゆくえ （10月16日）
第二十七回 生きてたって （10月23日）
第二十八回 死をみつめて （10月30日）
第二十九回 ふれあい （11月6日）
第三十回 結婚したけれど （11月13日）
第三十一回 別れ （11月20日）
第三十二回 待ちびと （11月27日）
第三十三回 居場所のない家 （12月4日）
第三十四回 かえらぬ人 （12月11日）
第三十五回 男はつらいよ （12月18日）
第三十六回 突然の贈り物 （12月25日）
第三十七回 女ふたり （1981年1月8日）
第三十八回 冬の別れ （1月15日）
第三十九回 一人で歩きたい （1月22日）
最終回 そして春 （1月29日）
- 1981年1月1日は『水戸黄門』（テレビ時代劇の劇場版。19:00 - 20:55）のため休止。

## 備考
- 横浜市にある放送ライブラリーでは、第一回「結納の日」（1980年4月24日放送分）の閲覧が可能である[2]。
- 1992年に、『花王　愛の劇場』枠で、『ああ母さん』というタイトルで、設定を一部変更してリメイクされた。
- 1996年1月に東海テレビで再放送されている。
- 田原俊彦がスペシャルMC[3]として出演している『爆報! THE フライデー』（TBS）に波乃久里子がVTR出演した際[4]、田原と波乃が親子役で出演した本作のワンシーンが放送された。
- 2023年4月3日から同年6月8日まで日本BS放送（BS11）で放送されていた。[5]放送時間は毎週月～木曜日午後3時59分～5時00分。なおBSでは初放送。
- 2023年11月23日から2024年2月1日まで再び日本BS放送（BS11）で2度目の再放送がされていた。